# 米亞日峰

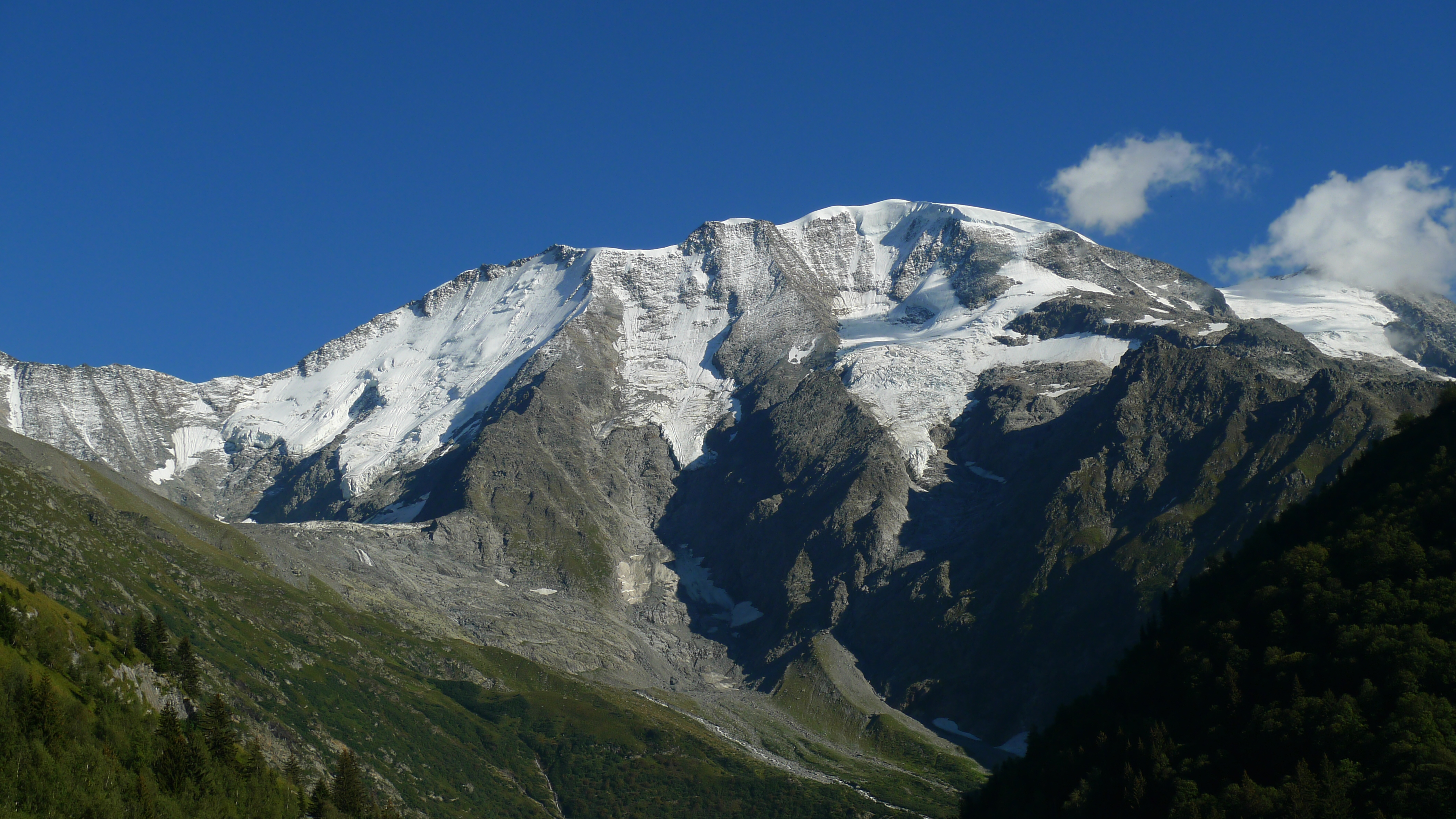

45°48′57″N 6°48′00″E / 45.81583°N 6.8°E
米亞日峰（法語：Dômes de Miage），是法國的山峰，位於該國東部，由羅納-阿爾卑斯大區負責管轄，屬於勃朗峰的一部分，海拔高度3,673米，人類在1858年9月2日首次登頂。